# Dolores Winters
Delores Winters es una personaje de DC Comics, originalmente llamada Dolores Winters. Hasta hace poco, su papel principal en la historia del Universo DC ha sido como un cuerpo ocupado por Ultra-Humanidad en la década de 1940, pero ha tenido apariciones más significativas en la continuidad actual.
Dolores Winters aparece en la tercera y última temporada de la serie de televisión de la cadena The CW Stargirl, interpretada por Meredith Garretson.

## Biografía ficticia
A principios de la década de 1940, Dolores era una rara belleza: una estrella en ascenso en la pantalla grande que podría haber sido una leyenda con solo unos pocos papeles más bien elegidos. Ella había tenido una indiscreción sexual cuando simplemente era una aspirante a actriz, pero no eligió un aborto, sino que dio a luz a una hija sana y la abandonó, luego comenzó su carrera en serio. Su último proyecto de Hollywood fue la serie de 12 capítulos producida por Stellar Pictures, Monkey Trouble, donde coprotagonizó junto a Garrett Fairfield. Fue secuestrada por Ultra-Humanidad con el propósito de un intercambio de cuerpos. Se realizó una cirugía cerebral y se colocó el cerebro del villano en el cráneo de la actriz. Ultra-Humanidad no pensó dos veces en la verdadera Dolores Winters, simplemente la dejó de lado y continuó con sus propios diseños maníacos que incluían reunir poderosos talismanes, capturar a la Sociedad de la Justicia de América y gobernar el mundo; del último gol, al menos, no acertó. Antes de la crisis, Ultra-Humanidad afirmó que se retiraría, pero tomó como rehenes a un grupo de celebridades en el barco Sea Serpent y pidió un rescate de $ 5,000,000. Sin embargo, Superman los rescató, aunque Ultra-Humanidad escapó. Ultra-Humanidad en el cuerpo de Delores secuestra a un científico atómico llamado Terry Curtis y planea usar un misil atómico para chantajear a la ciudad de Metrópolis. El complot fue frustrado por Superman, pero Ultra-Humanidad escapó durante la destrucción de su guarida.
Ultra-Humanidad en el cuerpo de Delores luego convirtió a Terry Curtis en Cyclotron y a Jake Simmons en Deathbolt en su complot solo para ser frustrado por el All-Star Squadron.
Ultra-Humanidad en el cuerpo de Delores luego trató de capturar a Bruce Wayne para que sirviera como el próximo cuerpo de Ultra-Humanidad. Este complot fue frustrado por Superman.
Todos los que sabían del secuestro de la señorita Winters la creían muerta. La verdad, sin embargo, era que Ultra-Humanidad, quien ayudó al genio megalómano, tenía otros planes para la actriz. Había visto todas las películas de la actriz y se consideraba un fanático, por lo que preservó su cerebro como solo él sabía hacerlo y buscó un nuevo cuerpo para ella. Encontró uno en un suicidio reciente en el Hospital General de Nuestra Señora de las Nieves. La reacción de la "salvada" señorita Winters estuvo lejos de ser agradecida. Pidió la muerte o un cuerpo más bonito. No se registra si Dolores Winters siempre había sido vanidosa, tal vez la causa de su insensible desprecio por su nuevo cuerpo y el de los demás fue simplemente el resultado de la conmoción de tener su cerebro y su esencia, sacados a la fuerza de su propio cuerpo y colocado en el de un extraño. De todos modos, recuperó su vida con un gran sentido de pérdida - de su identidad, de la vida que sentía que merecía - y con la ayuda del Doctor Marten, comenzó una serie de cirugías destinadas a tomar el feo cuerpo del suicida y transformarlo. en algo hermoso. Dolores Winters intimó con la cirugía reconstructiva y, aunque era dolorosa, era una mujer obsesionada. Sin embargo, todos los cuerpos envejecen, incluso los reconstruidos. En algún momento de la década de 1950 o 1960, la señorita Winters hizo que el doctor Marten localizara y secuestrara a su hija, ahora una mujer joven y hermosa. A Dolores le trasplantaron el cerebro, y esta vez fue su hija la que fue abandonada y dejada morir. Continuó haciéndose cirugías estéticas mientras vivía su vida de comodidad y riqueza. Sin embargo, en algún momento durante la década de 2000, decidió reparar su piel envejecida mediante un trasplante completo, y como donante eligió a la heroína Icemaiden. Pagó a Warp para secuestrar a Icemaiden y luego hizo que el Doctor Marten realizara la cirugía. Al final, Dolores Winters tenía una nueva piel de alabastro mientras que la heroína había sido desollada viva. Icemaiden no murió y finalmente fue colocada, en estado de coma, en un útero de hidratación dentro de una instalación de S.T.A.R. Labs. En la década de 2000, Dolores Winters era propietaria y operadora de un spa/clínica que se especializaba en cirugías estéticas. También se hacía llamar Endless Winter. De forma encubierta, trabajó con Ruleta, otra mujer de negocios que casualmente se especializaba en juegos de azar en clubes de lucha, y los luchadores eran héroes obligados a derribar, arrastrar, matar o morir partidos. Los perdedores de estas peleas brutales serían entregados a Winters y sus médicos, sus partes del cuerpo serían vendidas e implantadas en clientes que aceptaran el atractivo de la juventud, la vitalidad y esa pequeña oleada extra de poder que proviene de ser un metahumano.
Su clínica fue infiltrada por el Doctor Mid-Nite, quien luego fue capturado. El escapó y fue tras Winters. En la pelea que siguió, la clínica y el spa resultaron dañados, mientras que Dolores Winters perdió el control de su propia piel metahumana. Ella comenzó a hacer que la nieve y el hielo se formaran y soplaran dentro de los límites de la clínica e incluso comenzó a congelarse sobre su propio cuerpo. En la batalla con el Doctor Mid-Nite, su brazo derecho desde el codo hacia abajo se rompió, pero ella escapa a la noche.
Algún tiempo después, Dolores viaja a Gotham City y ataca a Batwoman. Después de ser derrotada, Dolores colapsa repentinamente y muere por una causa desconocida. La Liga de la Justicia se lleva su cadáver y se revela que Prometheus la había obligado a atacar a Batwoman para distraerla de su verdadero objetivo. A pesar de la lesión sufrida a manos de Mid-Nite, Dolores todavía parece tener ambos brazos intactos.

## Poderes y habilidades
Dolores Winters recientemente tuvo un injerto de piel completo de la heroína Icemaiden (debido a una cirugía estética). Esta piel tiene la capacidad de manipular la humedad y la temperatura en su entorno, lo que puede crear hielo o frío. La señorita Winters también tiene un poco de control de estos poderes, pero no en ningún grado. Es una habilidosa actriz, empresaria y empresaria.

## Leyendas del Universo DC
Una actriz llamada Dolores Winters apareció como la novia de Lex Luthor en la continuidad post-Crisis. Superman lucha contra un nuevo U.L.T.R.A. Humanidad, un científico que puede transferir su conciencia a otros cuerpos y busca vengarse de Luthor. Luthor intenta matar a Winters, creyendo (erróneamente) que ha sido poseída por Humanidad, pero es salvada por Superman.

## En otros medios
Dolores Winters aparece en el episodio de Stargirl, "Frenemies: Chapter Twelve: The Last Will and Testament of Sylvester Pemberton", interpretada por Meredith Garretson. Su historia de que Ultra-Humanidad usó su cuerpo permanece intacta antes de que él y Dragon King planearan colocar su cerebro en un gorila albino que fue descubierto por Congo Bill.